# منطقه حفاظت‌شده کوه کشار
منطقهٔ حفاظت‌شدهٔ کوه کشار یک منطقهٔ حفاظت‌شده با مساحت ۲۹۴۱۴ هکتار است که در استان هرمزکان در ایران قرار دارد. این منطقهٔ حفاظت‌شده طبق مصوبهٔ شمارهٔ ۷۹۳ در تاریخ ۹۰/۱۱/۶ در فهرست مناطق تحت حفاظت سازمان محیط زیست ایران قرار گرفت.